# Apollo (Raumschiff)
| North American Apollo CSM                        | North American Apollo CSM           |
| ------------------------------------------------ | ----------------------------------- |
| Apollo CSM-112 (Apollo 15) in der Mondumlaufbahn |                                     |
| Beschreibung                                     |                                     |
| Verwendung:                                      | Erd- und Mondumlaufbahn             |
| Besatzung:                                       | 3 (Kommandant, CSM Pilot, LM Pilot) |
| Abmessungen                                      |                                     |
| Höhe:                                            | 11,03 m                             |
| Durchmesser:                                     | 3,90 m                              |
| Volumen:                                         | 6,17 m³                             |
| Massen                                           |                                     |
| CM:                                              | 5.809 kg                            |
| SM:                                              | 24.523 kg (vollgetankt)             |
| Gesamt:                                          | 30.332 kg                           |
| Triebwerke                                       |                                     |
| CM Steuerdüsen (N2O4/UDMH)                       | 12 × 412 N                          |
| SM Steuerdüsen (N2O4/UDMH)                       | 16 × 441 N                          |
| Hauptantrieb (N2O4/UDMH)                         | 1 × 97,86 kN                        |
| Einsatzdaten                                     |                                     |
| Missionsdauer:                                   | 14 Tage (200 Erdumkreisungen)       |
| Apogäum:                                         | 386,242 km                          |
| Perigäum:                                        | 160 km                              |
| Delta v:                                         | 2804 m/s                            |
| Apollo-CSM-Diagramm                              |                                     |
| CSM mit Rettungsrakete (NASA)                    |                                     |
| North American Apollo CSM                        |                                     |

Apollo war ein Raumschiff, das Mitte der 1960er Jahre im Rahmen des Apollo-Programms von North American Aviation im Auftrag der NASA entwickelt wurde. Es bestand als CSM-Kombination aus zwei Komponenten: dem Kommandomodul (CM) für die Besatzung von drei Apollo-Astronauten, ausgestattet mit Hitzeschild für den Wiedereintritt in die Erdatmosphäre und Fallschirmen für Wasserung, sowie dem Servicemodul (SM) für Stromversorgung, Vorräte, Tanks und Antrieb, das kurz vor dem  Wiedereintritt als Ballast abgetrennt wurde.
Die Apollo-Raumschiffe wurden von Saturn-Trägerraketen in Erdumlaufbahnen gebracht, und bei neun Mondflügen von dort zum ca. 1000-mal weiter entfernten Mond geschossen. Zudem war meist auch die Mondfähre (LM) als weitere Komponente dabei.
Nach der vorzeitigen Einstellung der Mondflüge wurden vorhandene Raumschiffe und Raketen für die Skylab-Missionen und das Apollo-Sojus-Test-Projekt verwendet.

## Kommandomodul (CM)
Das CM hatte eine Masse von 5900 kg bei einer Höhe von 3,23 m und einen Durchmesser von 3,91 m. Neben zahlreichen technischen Systemen enthielt es den Aufenthaltsbereich der Astronauten. Bei deren Rückkehr aus dem Weltraum diente es als Landekapsel.

### Vorderteil
Im Vorderteil waren Stabilisierungsschirme (drogue chutes) sowie drei große Hauptfallschirme untergebracht. Letztere öffneten sich nach dem Wiedereintritt in einer Höhe von 2,5 km. Zwei Schirme waren ausreichend für eine sichere Wasserung. Bei Apollo 15 versagte einer der drei Schirme, ohne dass es zu Schäden oder Verletzungen kam. Weiterhin waren im oberen Bereich zwei Steuerdüsen des Lagekontrollsystems für den Wiedereintritt sowie das Kopplungssystem und die Luke für die Mondlandefähre (Lunar Module) angebracht. Außerdem befanden sich dort Antennen und Signalleuchten, welche die Bergung auf See erleichterten, sowie aufblasbare Ballons, die das System aufrichteten, sofern die Landekapsel nach der Wasserung mit der Spitze nach unten schwamm.

### Mittelteil

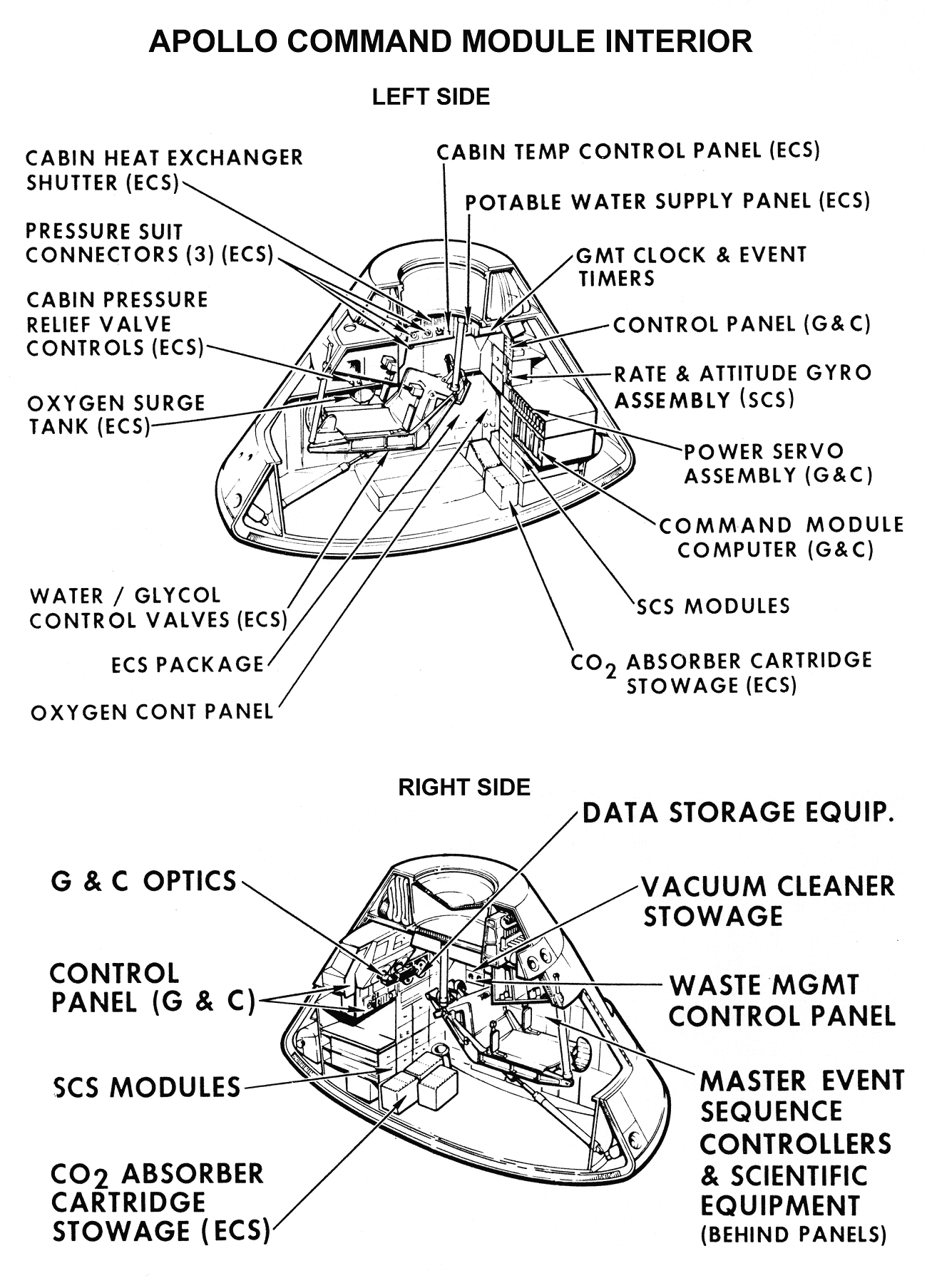
Schnittbild des Apollo-CM

Im mittleren Teil des Raumschiffs befand sich eine druckfeste Kabine für die Astronauten. Darin waren die Hauptinstrumententafel zur Kontrolle und Steuerung des Raumschiffs, Lebenserhaltungssysteme und einige Materialschränke untergebracht. Es gab fünf kleine Fenster und seitlich eine Luke für den Ein- und Ausstieg. Die Lebenserhaltungssysteme kontrollierten die Kabinenatmosphäre und hielten die Temperatur bei 22 °C. Während des Fluges bestand die Kabinenluft aus reinem Sauerstoff bei einem Drittel des Drucks auf der Erde. Nur während der Startphase wurde, nach den leidvollen Erkenntnissen aus der Katastrophe mit Apollo 1, 40 % Stickstoff beigemischt. An Bord befanden sich zudem Landkarten vom Mond wie auch von der Erde, Sternenkarten zur Navigation und Orbitkarten für jede der einzelnen Missionsphasen.
Das CM bot jedem Astronauten etwa zwei Kubikmeter Raum.

### Heck
Im Heck des CM waren zehn weitere Steuerdüsen des Lagekontrollsystems für den Wiedereintritt, deren Treibstoff sowie Helium- und Wassertanks untergebracht. Die Struktur bestand hier aus dreieckigen Rippen, die auf der den Fallschirmen gegenüberliegenden Seite verformbar ausgelegt waren und im Fall einer Landung auf Land als Knautschzone wirkten und so den Aufprall dämpften.

### Instrumente des CM
Der Hauptteil der Instrumente befand sich auf der Hauptkontrolltafel, gegenüber von drei Liegen für die Astronauten. Die Lebenserhaltungssysteme waren auf der linken Seite des Moduls angebracht, die Entsorgungssysteme auf der rechten Seite. Die Astronauten konnten das Raumschiff mittels an zwei der drei Liegen angebrachten Handcontrollern (Flysticks) steuern und stabilisieren.
Die Hauptkontrollkonsole unterteilte sich in drei Bereiche. Die Bedienelemente waren so konstruiert, dass sie von den Astronauten auch mit Handschuhen bedient werden konnten.
- Die Steuerung befand sich auf der linken Seite, dem Platz des Kommandanten. Dazu gehörten Instrumente für Stabilisierung, Steuerung, Schub und Landung; weiterhin die Notfallsysteme ebenso wie eines der Bedienteile (DSKY – Display & Keyboard) für den Steuerungs- und Navigationscomputer (AGC – Apollo Guidance Computer). Ein weiteres baugleiches Bedienteil war am Navigationsteleskop angebracht. Von diesem Platz aus wurden die beiden Dockingmanöver in der Mondtransferbahn bzw. in der Mondumlaufbahn durchgeführt, in der Sichtlinie des Kommandanten befand sich dafür ein Fenster in der Andock-(=Flug-)Richtung.
- In der Mitte saß der Pilot des Kommandomoduls. In seinem Bereich befanden sich Warnsysteme und Kontrollinstrumente für das Lebenserhaltungssystem und die Tanks. Am Fußende des Sitzes befanden sich optische Navigationsinstrumente, die im Flug mehrfach benutzt werden, um vor Kurskorrekturen den Kreiselkompass (IMU – Inertial Measurement Unit) zu justieren. Dazu gehörten unter anderem ein fest eingebauter Weltraumsextant zur Positionsbestimmung sowie ein Teleskop. An diesem Arbeitsplatz befand sich auch ein zweites Bedienteil für den Computer.
- Auf der rechten Seite saß der Pilot der Mondlandefähre. In seinem Segment waren die Kontrollsysteme für Kommunikation, Elektrik, Datenspeicher und Brennstoffzellen angebracht.

### Navigation und Kommunikation
Zur eigenständigen Navigation war das CM mit einem eigenen Computer, dem Apollo Guidance Computer, und zwei Bedienkonsolen ausgerüstet. Der Sextant war über Winkelencoder direkt mit dem Computer verbunden, was von der Bauform gewöhnlicher Sextanten abwich. (Ohne diesen Sextanten wäre Apollo 16 in ernste Schwierigkeiten geraten, da auf dieser Mission das elektronische Navigationssystem ausgefallen war.) Die Funkkommunikation fand im S-Band statt, insbesondere über die große, schwenkbare, kleeblattförmige Richtantenne am Heck des Servicemoduls. Für die Phase der Landung und Bergung stand darüber hinaus eine UKW-Verbindung mit einer ungerichteten Antenne zur Verfügung.

### Hitzeschild der Landekapsel
Für den Wiedereintritt in die Erdatmosphäre mit etwa Fluchtgeschwindigkeit war die Landekapsel mit einem ablativen Hitzeschild aus Epoxidharz ausgerüstet.

## Servicemodul (SM)

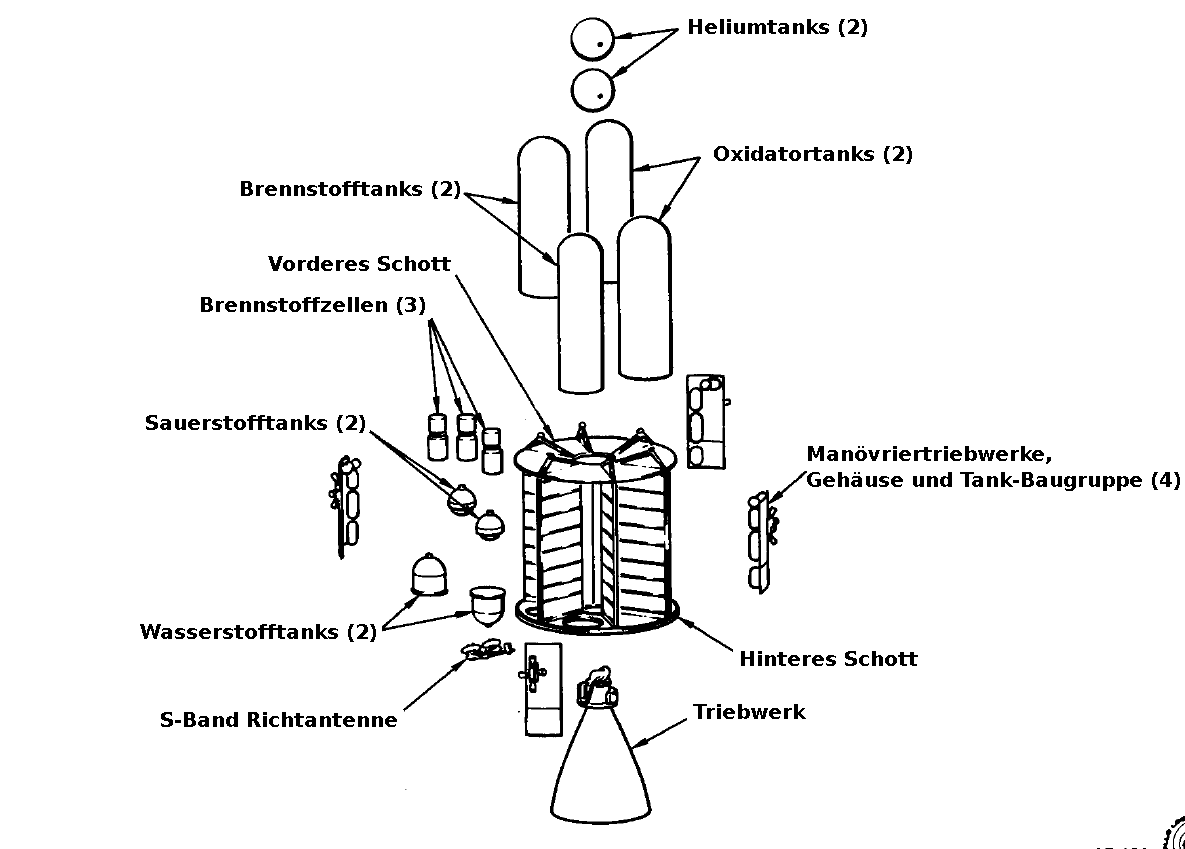
Explosionsdarstellung des Servicemoduls

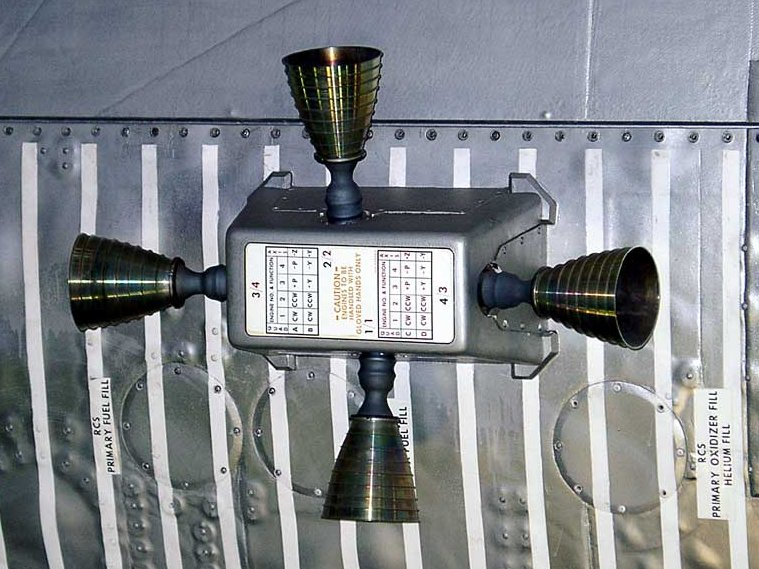
Steuerdüsen (RCS) am Servicemodul

Das SM enthielt die Systeme, welche für einen längeren Aufenthalt im Weltraum und zum Manövrieren benötigt wurden. Es bestand aus einer zylinderförmigen, 7,50 m langen und 3,91 m durchmessenden Konstruktion. Es enthielt elektrische Lebenserhaltungs- und Kommunikationssysteme. Unterteilt war es in eine Mittel- sowie weitere sechs Außensektionen. Darin befanden sich Tanks für den Antrieb, die Lageregelung, die Stromerzeugung und die Lebenserhaltungssysteme sowie die Steuertriebwerke und das Haupttriebwerk. An der Außenseite befanden sich vier Baugruppen mit je vier Steuerdüsen, Positionslichter, drei Antennen und vier Parabolantennen für die Kommunikation und die Radar-Transponder.

### Struktur

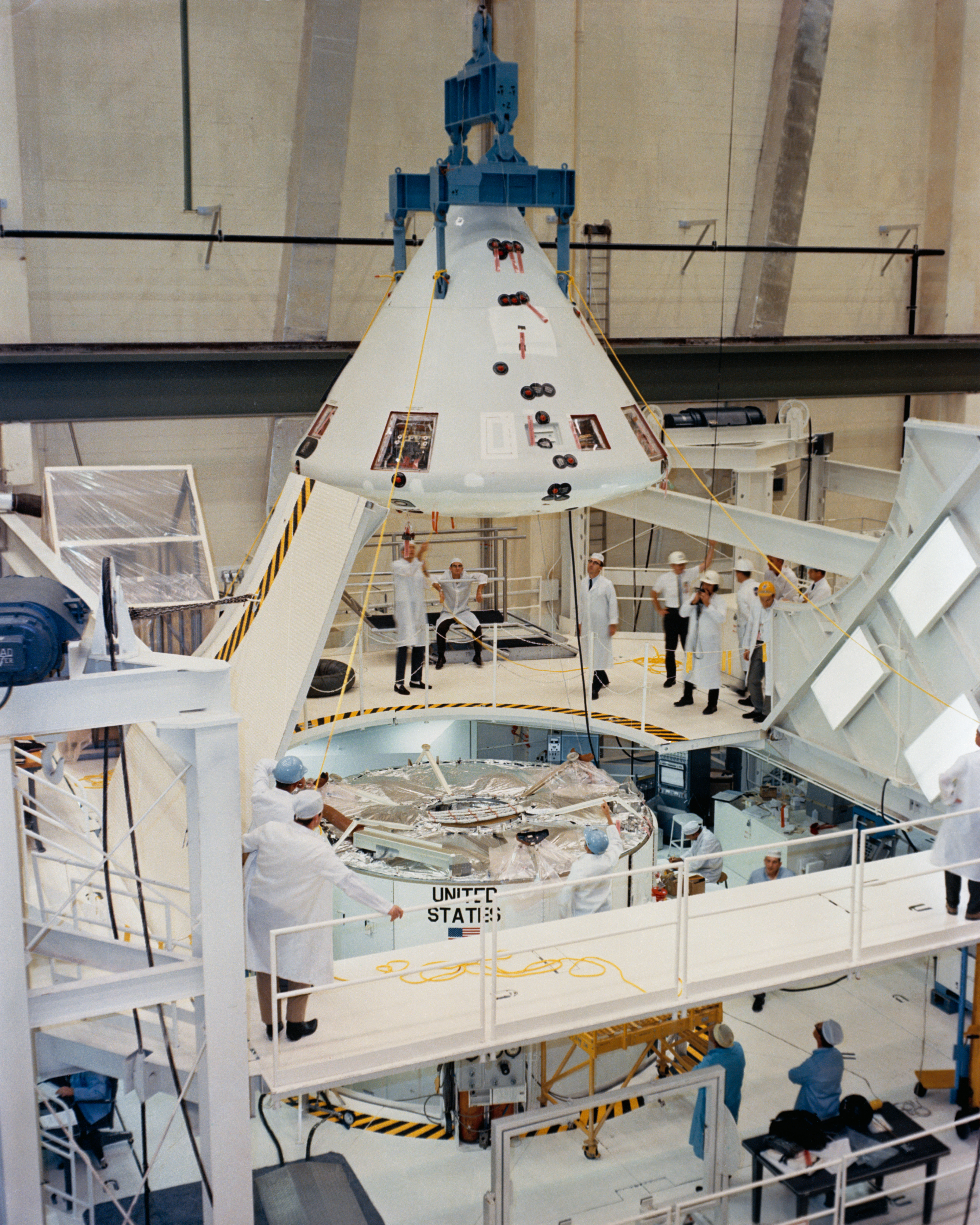
Verbindung des CM mit dem SM bei Apollo 6

Die Struktur des Servicemoduls bestand aus einem inneren Zylinder mit einem Durchmesser von etwa einem Meter, umgeben von einem äußeren Zylinder von 3,91 m Durchmesser. Trennwände teilten den Raum zwischen innerem und äußerem Zylinder in sechs ungleich große Sektoren auf. Vorne und hinten wurden die Zylinder durch Schotte abgeschlossen. Alle Teile waren aus gefrästen Aluminiumplatten gefertigt. Der innere Zylinder enthielt zwei kugelförmige Tanks mit Helium unter hohem Druck.
Die sechs Sektoren waren wie folgt belegt (Zählung links oben beginnend und im Gegenuhrzeigersinn, vom CM aus gesehen):
- Sektor 1 war ein 50°-Segment und anfangs unbenutzt. Nach der Beinahe-Katastrophe von Apollo 13 wurde hier im oberen Teil ein dritter Sauerstofftank eingebaut. Bei den Flügen von Apollo 15, Apollo 16 und Apollo 17 befanden sich hier zusätzlich noch wissenschaftliche Instrumente zur Erforschung der Mondoberfläche aus der Mondumlaufbahn wie Kameras, Höhenmesser und Strahlungsdetektoren; das äußere Panel wurde bei diesen Missionen abgesprengt (wie in obigem Bild des CSM-112 sichtbar).
- Sektor 2 umfasste 70° und wurde für den ersten, größeren Oxidatortank verwendet. Dieser wurde als „Auffangtank“ (sump tank) bezeichnet. Der Tank war 3,90 m hoch bei einem Durchmesser von 1,30 m und enthielt 6315 kg des Oxidators.
- Sektor 3 war ein 60°-Segment und enthielt den zweiten Oxidatortank, den „Lagertank“ (storage tank). Der Oxidator aus diesem Tank gelangte zunächst in den Auffangtank und von dort zum Triebwerk. Dieser Tank war 3,92 m lang, hat 1,14 m Durchmesser und fasste weitere 5118 kg Oxidator.
- Sektor 4 war wieder ein 50°-Segment. Im oberen Teil waren drei Brennstoffzellen untergebracht, darunter zwei Tanks mit superkritischem Sauerstoff für die Brennstoffzellen und die Lebenserhaltungssysteme. Ganz unten befanden sich zwei Tanks mit superkritischem Wasserstoff für die Brennstoffzellen.
- Sektor 5, ein 70°-Segment enthielt den Brennstoff-Auffangtank. Es wurde das gleiche zweistufige Konzept verwendet. Bei gleicher Größe wie sein gegenüberliegendes Gegenstück enthielt dieser Tank 3950 kg Brennstoff.
- Sektor 6 war ein weiteres 60°-Segment für den Brennstoff-Lagertank. Er enthielt weitere 3200 kg Brennstoff.

Alle Tanks bestanden aus Titanblech von 1,36 mm Stärke.
Die Elektrik befand sich vornehmlich auf dem vorderen Schott. Insgesamt nahm die Anordnung der Systeme auf die Schwerpunktlage Rücksicht. Da sich keine vollständige Kompensation erreichen ließ, wurde das Triebwerk so eingebaut, dass die Nulllage um 1,5° von der geometrischen Achse abweicht.

### Triebwerk

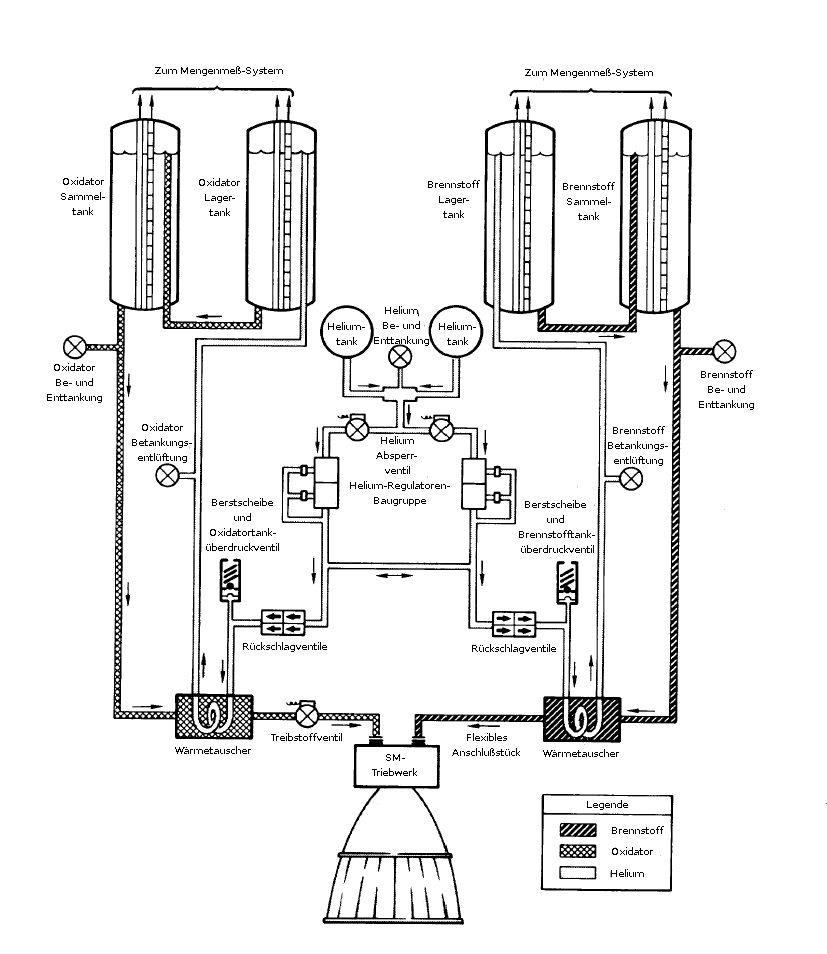
Schema des Antriebs

Das Haupttriebwerk des SM, das Aerojet AJ10-137, wurde von der Aerojet-General Corporation entwickelt, erzeugte einen Schub von 97,5 kN und war für maximal 50 Zündvorgänge ausgelegt. Als Brennstoff wurde Aerozin 50 verwendet, eine Mischung aus 50 % Hydrazin und 50 % Unsymmetrischem Dimethylhydrazin, als Oxidator kam Distickstofftetroxid zum Einsatz, eine lagerfähige hypergole Treibstoffkombination. Eine Zündung im eigentlichen Sinn mittels Funken erfolgte nicht, die beiden Flüssigkeiten zünden bei Kontakt miteinander. Das Triebwerk hatte keine Pumpe; vielmehr wurden der Brennstoff und der Oxidator durch Helium als Treibgas aus ihren Tanks in die Brennkammer gepresst. Der Aufbau wurde damit auf Kosten der Leistung einfach und zuverlässig. Das gesamte Triebwerk und die Triebwerksdüse waren 3,90 m lang und wogen zusammen 293 kg. Allein die Düse war 2,80 m lang und hatte einen Durchmesser von 2,10 m.

### Tanks
Zwei Brennstofftanks mit einem Fassungsvermögen von insgesamt 7200 kg und zwei Oxidatortanks mit einem Fassungsvermögen von insgesamt 11.400 kg (s. o.) versorgten das Triebwerk. Allein diese Treibstoffe machten etwa 75 % der Gesamtmasse des SM aus. Für die Druckgasförderung befanden sich zwei kugelförmige Heliumtanks im Mittelteil des Moduls. Zwei weitere Tanks mit einem Volumen von jeweils 144 l lieferten den Sauerstoff für die Brennstoffzellen und die Lebenserhaltung. Zudem gab es für die Brennstoffzellen zwei Wasserstofftanks mit einem Volumen von jeweils 13 l. Ein defektes Heizungselement in einem der Sauerstofftanks verursachte das Unglück bei der Apollo-13-Mission. Es war bereits früher in einem Raumschiff eingesetzt, vor dem Start des früheren Raumschiffs jedoch wieder entfernt und trotz eines Defekts bei Apollo 13 verwendet worden.

## Stromversorgung des CSM
Drei alkalische Brennstoffzellen stellten neben elektrischer Energie auch Wärme und Trinkwasser bereit. Weiterhin lieferten Silberoxid-Zink-Batterien 1,5 kW Leistung und gewährleisteten die Versorgung während des Wiedereintritts und der Landung. Zwei weitere Silber-Zinkoxid-Batterien im CM lieferten 28 Watt und lösten die Sprengbolzen für die Trennung der dritten Raketenstufe, für die Trennung von CM und SM sowie die der Rettungsrakete (LES) aus. Sie waren auch für die Auslösung der Fallschirme zuständig. Insgesamt benötigte das CSM eine elektrische Leistung von 2000 Watt.

## Modifikationen für Skylab
Um den erheblich geänderten Anforderungen für den Flug zur Raumstation Skylab und insbesondere dem Umstand, dass das CSM über mehrere Monate an die Station angedockt blieb, Rechnung zu tragen, wurden die letzten vier CSMs CSM-116 bis CSM-119 umfassend modifiziert und folgende Ausrüstungen ergänzt bzw. hinzugefügt:
- eine Einrichtung zur Stromübertragung zwischen Skylab und dem CSM
- rückstoßfreie Abströmventile ('non-propulsive vent') für Wasserstoff und Sauerstoff
- zusätzliche Isolation und Heizer zur Thermalkontrolle
- Batterien und Treibstoff
- Racks für Experimente
- geänderte Software und Verbesserungen am Aufrichtesystem

Im Gegenzug entfielen:
- ein Helium-Drucktank und die beiden Lagertanks des Antriebs (der Antriebsbedarf war erheblich geringer)
- ein großer Teil des Stauraumes für Abfälle (für diese bot Skylab genügend Platz)
- die schwenkbare S-Band-Richtantenne am Heck
- eine der drei Brennstoffzellen

Für eine Rettungsmission hätte ein CSM weiter modifiziert und für fünf Astronauten ausgerüstet werden können. Die rückwärtigen Schränke wären gegen zwei weitere Liegen ausgetauscht und das Lebenserhaltungssystem entsprechend ergänzt worden. Eine Zweimanncrew hätte zu Skylab fliegen und die Crew abholen können.

## Die einzelnen Apollo-Raumschiffe
| Block I                | Block I | Block I                                                                                                | Block I |
| Seriennummer           | verwendet für | Startdatum                                                                                             | Verbleib |
| ---------------------- | --- | --- | --- |
| CSM-001                | Testgerät | Testgerät                                                                                              | wahrscheinlich verschrottet |
| CSM-002                | A-004 | 20. Januar 1966                                                                                        | Kommandokapsel ausgestellt in der Cradle of Aviation, Long Island, New York                                                                                                |
| CSM-004                | statische Tests, Hitzetests | statische Tests, Hitzetests                                                                            | verschrottet |
| CSM-006                | | | verschrottet |
| CSM-007                | verschiedene Tests, u. a. akustische Vibrationen und Falltests                                                                    | verschiedene Tests, u. a. akustische Vibrationen und Falltests                                         | Kommandokapsel ausgestellt im Museum of Flight, Seattle, Washington |
| CSM-008                | für Hitze- und Vakuumtests | für Hitze- und Vakuumtests                                                                             | verschrottet |
| CSM-009                | AS-201 und Falltests | 26. Februar 1966                                                                                       | Kommandokapsel ausgestellt im Strategic Air Command & Aerospace Museum, Ashland, Nebraska                                                                                  |
| CSM-010                | | | Kommandokapsel ausgestellt im U.S. Space & Rocket Center, Huntsville, Alabama                                                                                              |
| CSM-011                | AS-202 | 25. August 1966                                                                                        | Kommandokapsel ausgestellt im National Air & Space Museum, Washington, D.C.                                                                                                |
| CSM-012                | Tödlicher Unfall bei Bodentests, Kommandokapsel durch Feuer schwer beschädigt, als Apollo 1 bezeichnet                            | Tödlicher Unfall bei Bodentests, Kommandokapsel durch Feuer schwer beschädigt, als Apollo 1 bezeichnet | Kommandokapsel-Wrack verwahrt im Langley Research Center, Hampton, Virginia                                                                                                |
| CSM-014                | Kommandokapsel demontiert im Rahmen der Apollo-1-Untersuchung, Reste 1977 verschrottet. Service Module (SM-014) flog mit Apollo 6 | 4. April 1968                                                                                          | |
| CSM-017                | Apollo 4 | 9. November 1967                                                                                       | Kommandokapsel ausgestellt im Stennis Space Center, Bay St. Louis, Mississippi                                                                                             |
| CSM-020                | CM-020 wurde zusammen mit SM-014 für Apollo 6 verwendet, nachdem SM-020 durch eine Explosion zerstört wurde                       | 4. April 1968                                                                                          | Kommandokapsel ausgestellt im Fernbank Science Center, Atlanta |
| Block II               | | | |
| Seriennummer           | verwendet für | Startdatum                                                                                             | Verbleib |
| CSM-098                | für Hitze- und Vakuumtests | für Hitze- und Vakuumtests                                                                             | Raumschiff ausgestellt im Academy of Science Museum, Moskau (evtl. steht dort aber auch nur ein Modell)                                                                    |
| CSM-099                | Belastungstests | Belastungstests                                                                                        | evtl. verschrottet, vielleicht aber auch zerlegt im National Air & Space Museum, Washington, D.C.                                                                          |
| CSM-100                | Belastungstests | Belastungstests                                                                                        | evtl. aufbewahrt im National Air & Space Museum, Washington, D.C. |
| CSM-101                | Apollo 7 | 11. Oktober 1968                                                                                       | Kommandokapsel ausgestellt im National Museum of Science & Technology, Ottawa, Kanada                                                                                      |
| CSM-102                | Testgerät im Kennedy Space Center                                                                                                 | Testgerät im Kennedy Space Center                                                                      | evtl. aufbewahrt im National Air and Space Museum, Washington, D.C. |
| CSM-103                | Apollo 8 | 21. Dezember 1968                                                                                      | Kommandokapsel ausgestellt im Museum of Science and Industry in Chicago |
| CSM-104 Gumdrop        | Apollo 9 | 3. März 1969                                                                                           | Kommandokapsel ausgestellt im San Diego Aerospace Museum |
| CSM-105                | Vibrationstests und Demonstration für Apollo-Sojus-Test-Projekt                                                                   | Vibrationstests und Demonstration für Apollo-Sojus-Test-Projekt                                        | Kommandokapsel ausgestellt im National Air and Space Museum, Washington, D.C. als Apollo-Sojus-Test-Projekt                                                                |
| CSM-106 Charlie Brown  | Apollo 10 | 18. Mai 1969                                                                                           | Kommandokapsel ausgestellt im Science Museum, London |
| CSM-107 Columbia       | Apollo 11 | 16. Juli 1969                                                                                          | Kommandokapsel ausgestellt im National Air & Space Museum, Washington, D.C.                                                                                                |
| CSM-108 Yankee Clipper | Apollo 12 | 14. November 1969                                                                                      | Kommandokapsel ausgestellt im Virginia Air & Space Center, Hampton, Virginia                                                                                               |
| CSM-109 Odyssey        | Apollo 13 | 11. April 1970                                                                                         | Kommandokapsel ausgestellt im Kansas Cosmosphere and Space Center |
| CSM-110 Kitty Hawk     | Apollo 14 | 31. Januar 1971                                                                                        | Kommandokapsel ausgestellt im Saturn V Center am Kennedy Space Center in Florida. Zuvor war sie Bestandteil der United States Astronaut Hall of Fame, Titusville, Florida. |
| CSM-111                | Apollo-Sojus-Test-Projekt | 15. Juli 1975                                                                                          | Kommandokapsel ausgestellt im California Science Center in Los Angeles |
| CSM-112 Endeavour      | Apollo 15 | 26. Juli 1971                                                                                          | Kommandokapsel ausgestellt im National Museum of the United States Air Force, Wright-Patterson Air Force Base, Dayton, Ohio                                                |
| CSM-113 Casper         | Apollo 16 | 16. April 1972                                                                                         | Kommandokapsel ausgestellt im U.S. Space & Rocket Center, Huntsville, Alabama                                                                                              |
| CSM-114 America        | Apollo 17 | 7. Dezember 1972                                                                                       | Kommandokapsel ausgestellt im Lyndon B. Johnson Space Center, Houston, Texas                                                                                               |
| CSM-115                | – | – | Nicht fertiggestellt. Ausgestellt als Teil der Saturn V im Lyndon B. Johnson Space Center, Houston                                                                         |
| CSM-115a               | – | – | nicht fertiggestellt |
| CSM-116                | Skylab 2 | 25. Mai 1973                                                                                           | Kommandokapsel ausgestellt im National Museum of Naval Aviation auf der Naval Air Station Pensacola, Florida                                                               |
| CSM-117                | Skylab 3 | 28. Juli 1973                                                                                          | Kommandokapsel ausgestellt im Glenn Research Center, Cleveland, Ohio |
| CSM-118                | Skylab 4 | 16. November 1973                                                                                      | Kommandokapsel ausgestellt im National Air & Space Museum, Washington, D.C.                                                                                                |
| CSM-119                | Bereitgehalten als Rettungsraumschiff für Skylab und als Reserve für das Apollo-Sojus-Test-Projekt                                | Bereitgehalten als Rettungsraumschiff für Skylab und als Reserve für das Apollo-Sojus-Test-Projekt     | Ausgestellt im Kennedy Space Center |